# 洪冕
洪冕（1428年—1487年），字廷章，四川成都府成都縣人，匠籍。

## 生平
七月十六日生，行一，治《書經》，由府學生中式四川鄉試第三名舉人，年二十七歲中式景泰五年（1454年）甲戌科會試第二百八十一名，第三甲第一百一十五名進士。1464年，接替龙晋任嘉定县知县一职。成化九年（1473年）行取都察院理刑，六月选授南京雲南道監察御史，成化十七年（1481年）出任吉安府知府。

## 家族
曾祖洪子賢；祖洪得安；父洪銘；母陳氏。慈侍下，妻楊氏，兄永泰，弟永昌。